# 肯都爾山瀑布
肯都爾山瀑布位於台東縣卑南鄉，源於肯都爾山東北側利嘉溪無名支流溪谷。瀑布標高約900公尺至760公尺，分上下兩階，上層為直瀉型瀑布，落差約100公尺；下層則為斜瀑，落差約40公尺，總落差達140公尺。。其西北方約300公尺處，即是小屋山瀑布。由於位處深山，目前並無山徑可供前往。

## 解
1. ↑  根據《臺灣通用電子地圖【NLSC】》、《臺灣通用正射影像【NLSC】》對照。